# Lygropia polytimeta
Lygropia polytimeta là một loài bướm đêm trong họ Crambidae.